# Pitthea trifasciata
Pitthea trifasciata là một loài bướm đêm trong họ Geometridae.